# بافل لاندوفاسكي
بافل لاندوفاسكي (بالتشيكية: Pavel Landovský)‏ (و. 1936 – 2014 م) هو كاتب، وكاتب مسرحي، وممثل مسرحي، وممثل أفلام، وممثل تلفزيوني، وممثل، وكاتب سيناريو، ودرامي ‏، و  من جمهورية التشيك، وتشيكوسلوفاكيا، ولد في هافليتشكوف برود، كان عضوًا في كشافة، توفي في Kytín ‏، عن عمر يناهز 78 عاماً ، بسبب نوبة قلبية.

## التعليم
تعلم في أكاديمية الفنون التمثيلية.

## جوائز
حصل على جوائز منها:
- ميدالية الاستحقاق التشيكية  [لغات أخرى]‏
- participant in the resistance and resistance against communism ‏[12]

## وصلات خارجية
- بافل لاندوفاسكي في قاعدة بيانات الأفلام على الإنترنت
- بافل لاندوفاسكي  على موقع أول موفي